# Dolní Dvořiště
Dolní Dvořiště (deutsch Unterhaid, auch Unter Haid) ist eine Gemeinde im Bezirk Český Krumlov in Tschechien.

## Geographie

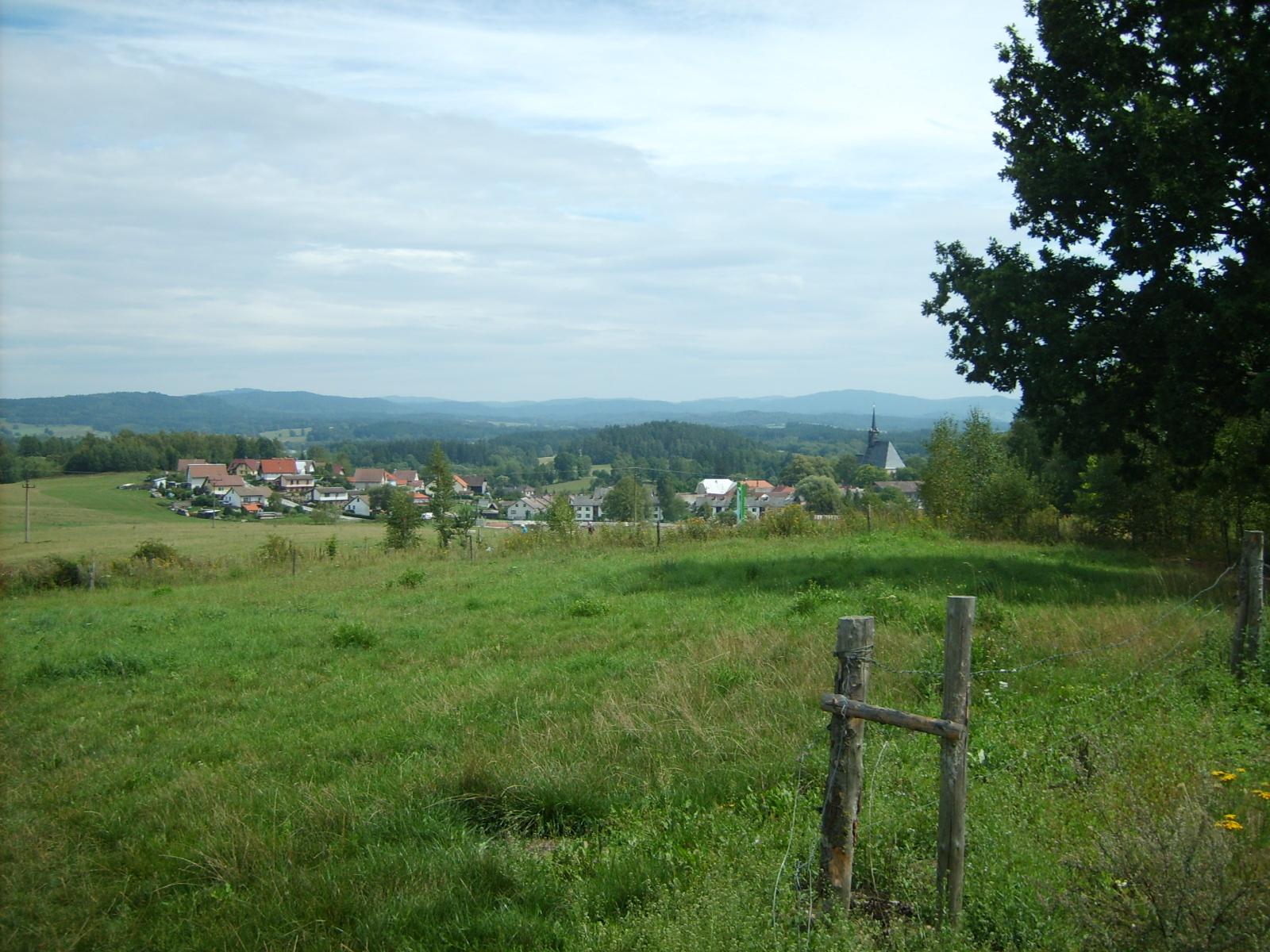
Blick auf Dolni Dvoriste

Der Ort befindet sich in 618 m ü. M. am linken Ufer der Maltsch zwischen dem Böhmerwald und dem Gratzener Bergland an der österreichischen Grenze, zehn Kilometer südwestlich von Kaplice (Kaplitz). Die Katasterfläche beträgt 8978 Hektar.
Nachbarorte sind Suchdol im Norden, Rychnov nad Malší und Svatý Kámen nad Malší im Osten, Stiegersdorf und Wullowitz im Süden sowie Rybník und Trojany im Westen.

### Gemeindegliederung
Die Gemeinde Dolní Dvořiště besteht aus den Ortsteilen Budákov (Pudageln), Dolní Dvořiště, Jenín (Kodetschlag), Rybník (Zartlesdorf, früher auch Certlov oder Cartle), Rychnov nad Malší (Reichenau an der Maltsch), Tichá (Oppolz), Trojany (Trojern) und Všeměřice (Schömersdorf) sowie den Weilern und Einschichten Cetviny (Zettwing), Drochov (Drochersdorf), Mýto (Mauth), Svatý Kámen nad Malší (Maria Schnee beim Heiligen Stein), Sosnice (Oßnitz) und Štědrkov (Cerekau). Grundsiedlungseinheiten sind Budákov, Cetviny, Dolní Dvořiště, Jenín, Mikulov, Nádraží Rybník, Rybník, Rychnov nad Malší, Sosnice, Štědrkov, Tichá, Trojany, U Svatého Kamene und Všeměřice.
Auf den Gemeindefluren liegen die Wüstungen Babí (Bamberg), Benčice (Wentschitz), Bludov (Bludau), Dolní Kaliště (Untergallitsch), Horní Kaliště (Obergallitsch), Klopanov (Kropfetschlag), Lhota (Neustift), Lipoltov (Rudetschlag), Mezilesí, Mikoly (Miggolz), Mikulov (Böhmdorf), Mladoňov (Lodus), Morašov (Hochberg), Obec (Obst), Přibyslav (Zibisschlag), Přibyslavov (Ziebetschlag), Sejfy (Seiften), Svitanov (Zwittern), Zbraslav (Obersteindörfl) und Žibřidov (Stübling).
Das Gemeindegebiet gliedert sich in die Katastralbezirke Cetviny, Dolní Dvořiště, Horní Kaliště, Jenín, Mikulov, Mladoňov, Rybník u Dolního Dvořiště, Rychnov nad Malší, Štědrkov, Tichá, Trojany u Dolního Dvořiště und Všeměřice.

### Nachbargemeinden
| Rožmitál na Šumavě               | Bujanov                                     | Kaplice                |
| Rožmberk nad Vltavou, Vyšší Brod | Kompassrose, die auf Nachbargemeinden zeigt | Malonty                |
| Horní Dvořiště                   | Leopoldschlag                               | Windhaag bei Freistadt |

## Geschichte
Der Ort wurde 1279 erstmals als Merica in einer Liste der dem Kloster Hohenfurth unterstellten Kirchen erwähnt. Seit der Mitte des 14. Jahrhunderts gehörte er wahrscheinlich zur Herrschaft Pořešín und gelangte vor 1370 an die Rosenberger. 1380 wurde Dworzischcze zum Marktflecken erhoben und erhielt das Recht zum Führen eines Wappens. Nach dem Aussterben der Rosenberger kam Unterhaidt 1612 an die Schwanberger und 1621 an die Buquoy.
Nach der Gründung der Tschechoslowakei ersuchte der Rat zu Unterhaid am 4. November 1918 um Angliederung an Österreich. 1920 lebten 760 Einwohner in dem Flecken, davon waren 709 Deutsche, 43 Tschechen und acht Juden. Seit dem Münchner Abkommen gehörte der Ort ab 1938 zum Landkreis Kaplitz im Reichsgau Oberdonau des Deutschen Reichs. Zwischen 1946 und 1947 wurden die Deutschen vertrieben.
Von 1945 bis 1989 lag der Ort am Eisernen Vorhang. Die meisten Dörfer der Umgebung wurden Anfang der 1950er Jahre geräumt und beseitigt.

## Demographie
| Jahr | Einwohner | Anmerkungen                                     |
| ---- | --------- | ----------------------------------------------- |
| 1852 | 700       | [ 6 ]                                           |
| 1920 | 760       | davon 709 Deutsche, 43 Tschechen und acht Juden |
| 1930 | 654       | [ 7 ]                                           |
| 1939 | 621       | [ 7 ]                                           |

## Verkehr
Im Westen wird Dolní Dvořiště von der Schnellstraße R 3/E 55 umgangen, die zum Grenzübergang Wullowitz und weiter auf die Mühlviertler Straße (B 310) führt. Durch die Ortsteile Trojany und Rybník führt die Summerauer Bahn, in letzterem zweigt davon die Nebenbahn nach Lipno nad Vltavou ab.

## Sehenswürdigkeiten

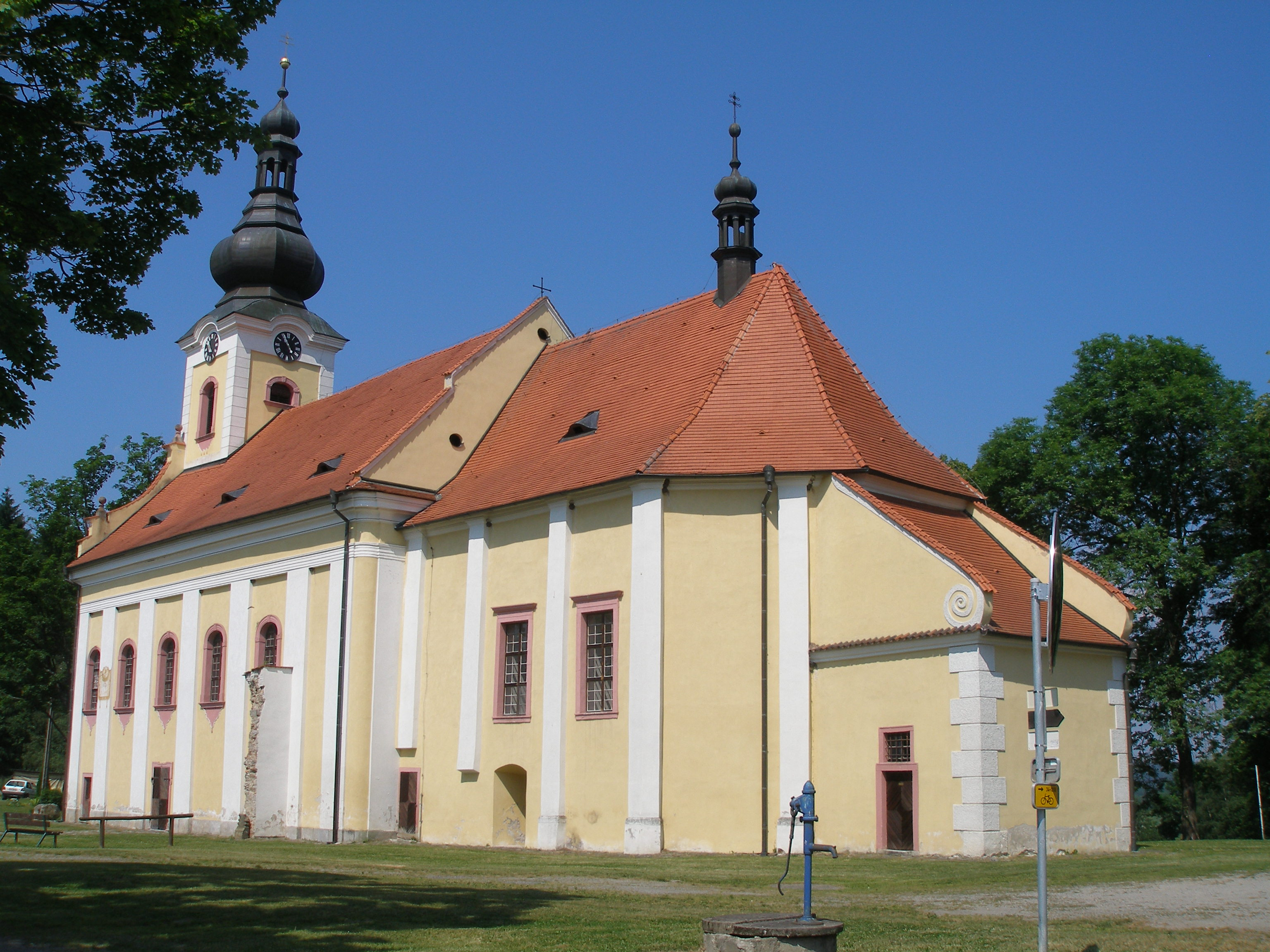
Wallfahrtskirche Maria Schnee beim Hl. Stein

- Spätgotische Pfarrkirche St. Ägidius, 1400 an Stelle eines Vorgängerbaus von 1279 errichtet, 1507 vollendet
- Rathaus von 1850
- Statue des Hl. Johannes von Nepomuk auf dem Marktplatz
- Marktbrunnen
- Ruinen der Feste Tichá, seit 1360 im Besitz der Herren von Velešín nachweisbar, 1789 zur Brauerei umgebaut
- Kirche der Jungfrau Maria in Cetviny, 1384 erbaut
- St.-Andreas-Kirche in Rychnov nad Malší, gotischer Bau vom Beginn des 14. Jahrhunderts
- Wallfahrtskirche Maria Schnee beim Heiligen Stein in Svatý Kámen nad Malší, Klosteranlage von 1653
- Denkmal für Franz Anton von Gerstner in Rybník
- Zwischen Suchdol, Trojany, Rybník und Eisenhut sind Reste der Trasse der Pferdeeisenbahn Budweis–Linz–Gmunden erhalten

## Söhne und Töchter der Gemeinde
- Hans Watzlik (1879–1948), deutscher Schriftsteller